# Via Egnatia

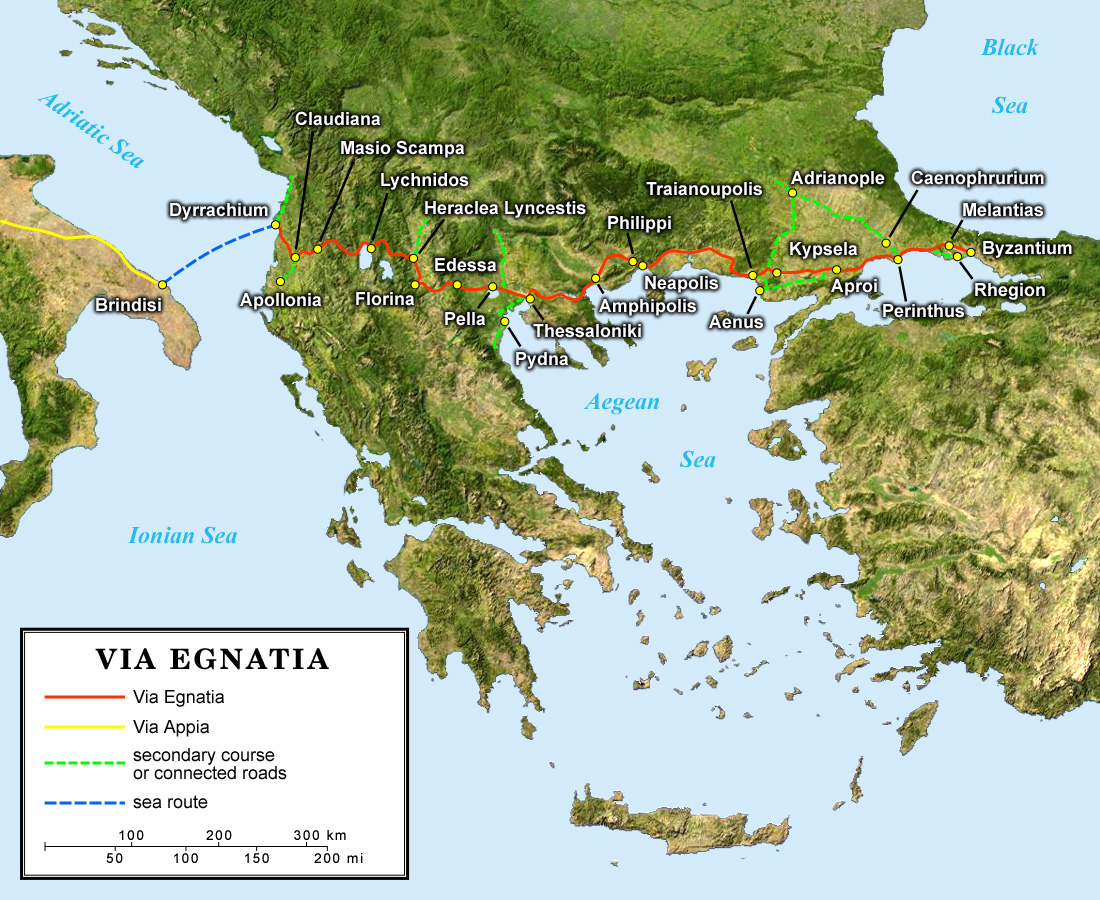
A Via Egnatia

A Via Egnatia (ógörög Egnatia Hodosz /  Ἐγνατία Ὁδός) az ókori Római Birodalom egyik jelentős, mintegy 1100 kilométer hosszú kereskedelmi és hadi útja volt, amely az Adriai-tenger keleti partvidékét kötötte össze nyugat–keleti irányban Byzantiummal. Nyomvonala Illyricum és Macedonia, valamint a későbbi Thracia provinciákat szelte át. Építése a független Illír Királyság Róma általi leverését követően, i. e. 148 és 117 között indult meg a birodalom prokonzulja, Gnaeus Egnatius irányításával, aki az út névadójává is vált (Via Egnatia a. m. ’Egnatius-út’). A terv az volt, hogy a birodalmi fővárosból a brundisiumi partvidékig (ma Brindisi, Olaszország) vezető, addigra már teljes hosszában kiépült Via Appia végpontján – esetleg Hydruntumban (ma Otranto) – kihajózók a Balkán-félszigeten hasonló minőségben kiépített úton közelíthessék meg a keleti országrészeket. A rómaiak a korban két jelentősebb kikötőt is használtak a tengerszoros túlpartján, így a Via Egnatiának két kiindulópontja volt: egyike Dyrrachiumnál, a másik pedig Apolloniánál. E két útszakasz Asparagium Dyrrachinorumnál egyesült, majd a Genusus (Shkumbin) folyó völgyét követve i. e. 120-ig a Hebrosz (Marica) folyó partján álló Cypseláig épült ki. Az út befejezése, a Byzantiumig vezető szakasz kiépítése Augustus római császár nevéhez fűződik.
A római útépítési hagyományoknak megfelelően a Via Egnatia közel 6 méter széles, mélyen alapozott, kőburkolatú út volt. Tartósságának tanúsága, hogy még a középkor évszázadaiban is használatban állt mint fontos kereskedelmi út, illetve a hódító hadak felvonulását megkönnyítő útvonal. Egyebek mellett a 11. századi normann, majd 14. századi oszmán-török betörések és hódítások sikeréhez is nagyban hozzájárult.
A mai Durrës és Ohrid között húzódó, SH4-es, SH7-es és SH3-as jelölésű albániai autóutak több szakasza az egykori Via Egnatiára, vagy azzal párhuzamosan épült. A több mint kétezer éves út egyes részei ma is láthatóak, így például Elbasan közelében a Shkumbin felett átívelő, eredetileg ötlyukú híd (topciasi híd), amelyet a későbbi évszázadokban is aktívan használtak, és bővítettek. Albániában további Via Egnatia-hidak és útszakaszok maradványai láthatóak ma is Xibraka és Qukës térségében.

## A Via Egnatia települései

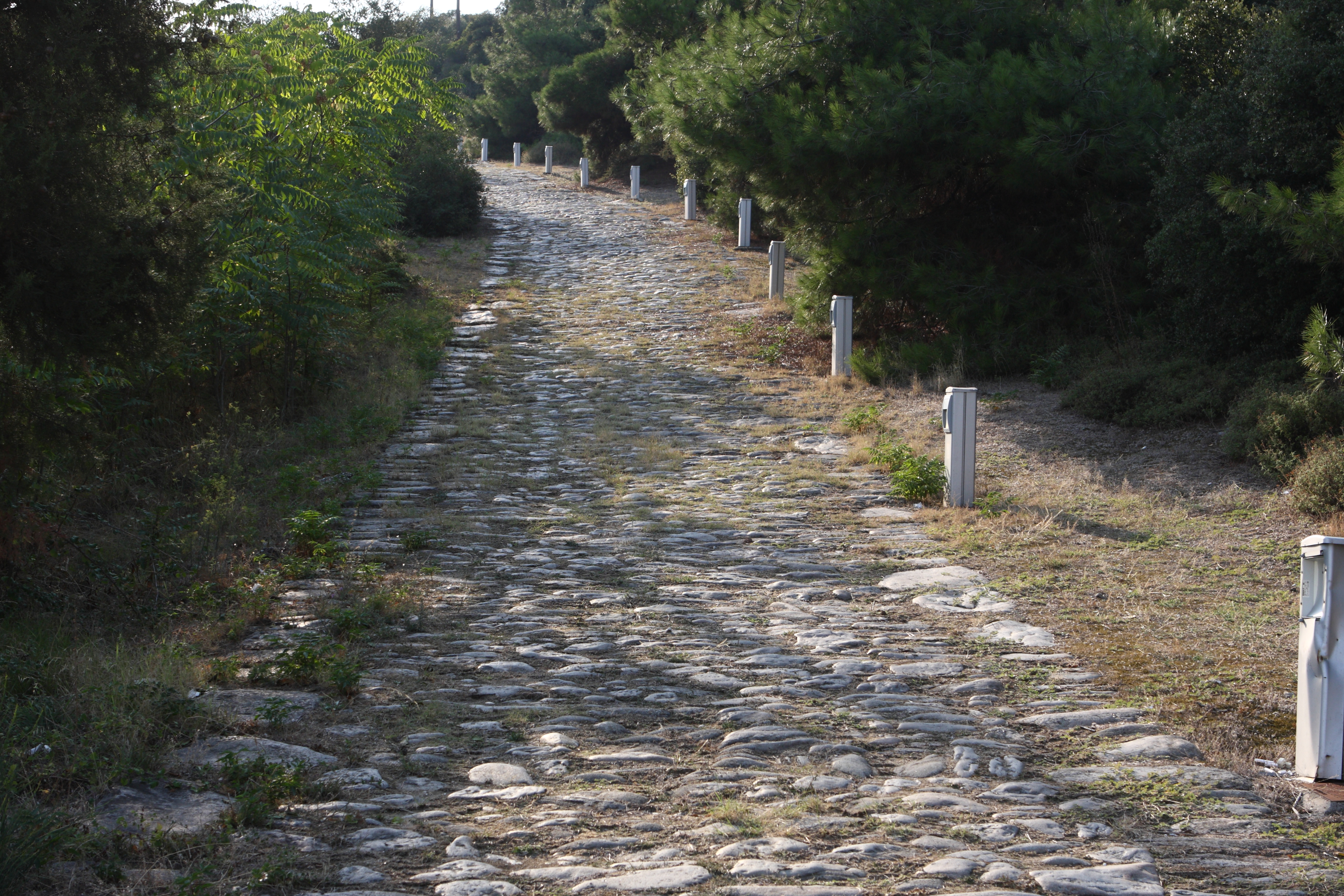
A Via Egnatia maradványai Kaválában

Az alábbi táblázat a Via Egnatia által érintett jelentősebb korabeli településeket tünteti fel, nyugatról keleti irányba haladva.
| Korabeli település (latin név) | Mai település    |
| ------------------------------ | ---------------- |
| Dyrrachium                     | Durrës           |
| Apollonia                      | Pojan            |
| Asparagium Dyrrachinorum       | Rrogozhina       |
| Clodiana                       | Peqin            |
| Ad Quintum                     | Bradashesh       |
| Scampis                        | Elbasan          |
| Ad Dianam                      | Babja            |
| Tres Tabernae                  | Qukës            |
| Clavdanon                      | Thana-hágó       |
| Lychnidus                      | Ohrid            |
| Heraclea Lyncestis             | Bitola           |
| Florinum                       | Flórina          |
| Edessa                         | Édesza           |
| Pella                          | Pella            |
| Thessalonica                   | Szaloniki        |
| Pydna                          | Korinósz         |
| Amphipolis                     | Amfípolé         |
| Philippi                       | Fílippi          |
| Neapolis                       | Kavála           |
| Traianopolis                   | Trajanúpoli      |
| Cypsela                        | İpsala           |
| Aenus                          | Enez             |
| Aprus                          | Kermeyan         |
| Perinthus                      | Marmara Ereğlisi |
| Caenophrurium                  | Sinekli          |
| Selymbria                      | Silivri          |
| Melantias                      | Yarımburgaz      |
| Rhegium                        | Küçükçekmece     |
| Byzantium                      | Isztambul        |